# Чорна пантера: Ваканда назавжди
«Чорна пантера: Ваканда назавжди» (англ. Black Panther: Wakanda Forever) — американський супергеройський фільм, заснований на коміксах видавництва Marvel Comics про однойменного супергероя, спродюсований Marvel Studios з Walt Disney Studios Motion Pictures у ролі дистриб'ютора. Є тридцятою стрічкою в рамках Кіновсесвіту Marvel (КВМ) і сьомою стрічкою четвертої фази. Режисером і сценаристом знову виступить Раян Куґлер, а продюсером Кевін Файгі, тоді як Мартін Фріман, Данаї Гуріри та Летиція Райт повернуться до свої ролей.
Саундтреком до фільму стала композиція Ріанни під назвою «Lift Me Up».
Прем'єра стрічки відбулася 10 листопада 2022 року у форматі 3D та IMAX 3D.

## Сюжет
Т'Чалла, король Ваканди, перебуває при смерті. Його сестра Шурі марно намагається вилікувати його за допомогою синтетичної «серцеплідної трави». Т'Чалла помирає і йому справляють урочисті похорони.
Через рік на Ваканду тиснуть інші нації, щоб отримати рідкісний метал вібраній, який добувають лише в цій країні. Королева Рамонда розуміє, що вібраній хто-небудь захоче відібрати силоміць, а захисника, Чорної пантери, в Ваканди більше немає. Одну з банд грабіжників вдається спіймати, і королева попереджає світ, що не дозволить зазіхати на свій скарб. Вона доручає Шурі продовжити дослідження серцеплідної трави, сподіваючись створити нову Чорну пантеру, проте поступово втрачає віру, що це можливо.
В Атлантичному океані ЦРУ та ВМС США виявляють потенційні підводні родовища вібранію. Експедицію проте вбиває група блакитношкірих водоплавних людей на чолі з Немором, які гіпнозом змушують дослідників утопитися. ЦРУ вважає Ваканду відповідальною за це. Тим часом Немор відвідує Ваканду, легко обійшовши системи безпеки, і погрожує війною, якщо йому не видадуть «злодіїв», які виявили його вібраній.
Шурі та Окоє дізнаються від агента ЦРУ Еверетта К. Росса, що йдеться про студентку Массачусетського технологічного інституту Рірі Вільямс, і прибувають до університету, щоб затримати її. Групу переслідує ФБР, а потім воїни Немора, які перемагають Окоє та забирають Шурі та Вільямс під воду. Немор показує Шурі своє багате вібранієм підводне королівство Талокан, утворене нащадками майя, які рятуючись від хвороб та конкістадорів, випили відвар з трави, насиченої вібранієм, і отримали нові здібності. Сам Немор народився мутантом через те, що його мати під час вживання трави була вагітна ним — мутація дала йому можливість дихати як під водою так і на поверхні, а також він набув нові зовнішні ознаки — загострені вуха та пару крил на щиколотках. Обурений світом на поверхні, Немор пропонує союз із Вакандою проти решти світу, і погрожує знищити Ваканду, якщо там відмовляться.
Розгнівана нездатністю Окоє захистити Шурі, Рамонда позбавляє її титулу генерала та шукає Накію, яка живе на Гаїті. Накія відслідковує Шурі за сигналом її намиста і допомагає Шурі й Вільямс утекти за допомогою свого байка. Немор у відповідь нападає на Ваканду, затоплюючи її. Рамонда тоне, рятуючи Вільямс. Немор клянеться повернутися потім з армією, а громадяни Ваканди переселяються в гори Джабарі для своєї безпеки. Тим часом Росса заарештовує його колишня дружина, директор ЦРУ Валентина Аллегра де Фонтейн, за таємний обмін секретною розвідінформацією з жителями Ваканди.
Після похорону Рамонди Шурі використовує браслет з елементами вібранієвої трави, які їй раніше дав Немор, щоб знову синтезувати штучний аналог серцеплідної трави. Вона ковтає його, отримуючи надлюдські здібності, та зустрічає Кіллмонгера в світі предків, який закликає її помститися. Вона вважає це ознакою того, що негідна сили серцеплідної трави, але отямившись, розуміє, що все ж отримала її.
Шурі одягає новий костюм Чорної пантери, і інші племена Ваканди визнають її командувачкою. Незважаючи на заклики М'Баку до миру, Шурі має намір помститися Немору за смерть Рамонди та наказує негайної контратаки на Талокан. Вільямс здогадується, що для надлюдських сил Немор мусить регулярно контактувати з водним середовищем, тому підказує Шурі скористатися цим.
Готуючись до бою, коли Айо займає посаду генерала Дори Міладже, Шурі дарує Окоє броню Опівнічного Ангела. Та своєю чергою залучає на свій бік Анеку. Вільямс будує собі екзоскелет у стилі Залізної людини, щоб допомогти мешканцям Ваканди.
Використовуючи судно «Морський гепард», жителі Ваканди виманюють Немора та його воїнів на поверхню іншим детектором вібранію. Шурі ловить Немора в пастку на літаку, де обладнала висушувальну камеру. Тоді Немор руйнує літак зсередини і він розбивається на пустельному пляжі. В кінці сутични Немор пронизує її списом, і зовсім знесилений йде до води. Шурі звільняється від списа і обпікає його вогнем двигунів корабля. Немор остаточно вибивається з сил і безпомічно падає на землю. Готуючись добити ворога, Шурі отримує видіння Рамонди, котра закликає не піддаватися жазі помсти. Немор приймає пропозицію миру.
Повернувшись у Талокан, Немор обіцяє одного разу завоювати світ над водою. Вільямс повертається до Массачусетського технологічного інституту, залишивши свій костюм, а Окоє визволяє Росса. Шурі висаджує серцеплідну траву, щоб вона росла як і раніше. За відсутності Шурі М'Баку викликається поборотися за трон. Шурі відвідує Накію на Гаїті, де вона спалює свій траурний одяг згідно з бажанням Рамонди.
У сцені всередині титрів Шурі дізнається, що у Накії та Т'Чалли був син на ім'я Туссен, якого Накія виховувала таємно. Туссен відкриває, що його вакандійське ім'я Т'Чалла.

## У ролях
- Летиція Райт — Шурі / Чорна Пантера;
- Люпіта Ніонго — Накія;
- Данай Гуріра — Окоє;
- Вінстон Дюк — М'Баку;
- Флоренс Касумба — Айо;
- Домініка Торн — Рірі Вільямс / Залізне серце;
- Мікаела Коел — Анека;
- Теноч Уерта — Немор;
- Мартін Фріман — Еверетт К. Росс;
- Анджела Бассетт — Рамонда;
- Джулія Луї-Дрейфус — Валентина Аллегра де Фонтен;
- Майкл Б. Джордан — Ерік Кіллмонгер;
- Роберт Джон Берк — Смітті;
- Річард Шифф — Державний секретар США

## Виробництво

### Розробка
9 березня 2018 року Кевін Файгі розкрив, що планує розробити продовження Чорної Пантери. 11 жовтня 2018 року The Hollywood Reporter оголосив, що Раян Куґлер підписався на сценариста і режисура сиквела. У серпні під час панелі Marvel на D23 Expo 2019 було офіційно підтверджено Кевіном Файгі дату прем'єри стрічки. На сцену вийшов також Раян Куґлер, щоб підтвердити свою участь як режисера і сценариста. На початку жовтня 2019 року президент Діснея Роберт Айгер заявив, що Куґлер почав писати сценарій для продовження.

### Підготовка
Коли про стрічку заявили офіційно, Чедвік Боузман автоматично підтвердив повернення до головної ролі. Незабаром підтверджувати своє поверненнями стали Данай Гуріра, Летиція Райт та Мартін Фріман. 28 серпня 2020 року стало відомо про смерть Чедвіка Боузмана у 43 роки. Причиною смерті став рак товстої кишки, діагностований у 2016 році.

### Зйомки
21 серпня 2019 року Мартін Фріман розповів, що зйомки мали розпочатися в 2021 році.

## Випуск
Під час виставки D23 Кевін Файгі оголосив про прем'єру «Чорна Пантера 2» 6 травня 2022 року у США. Пізніше прем'єра була перенесена на 8 липня того ж року.
Згодом прем'єру знову перенесли на 11 листопада 2022 року.